# Drambuie

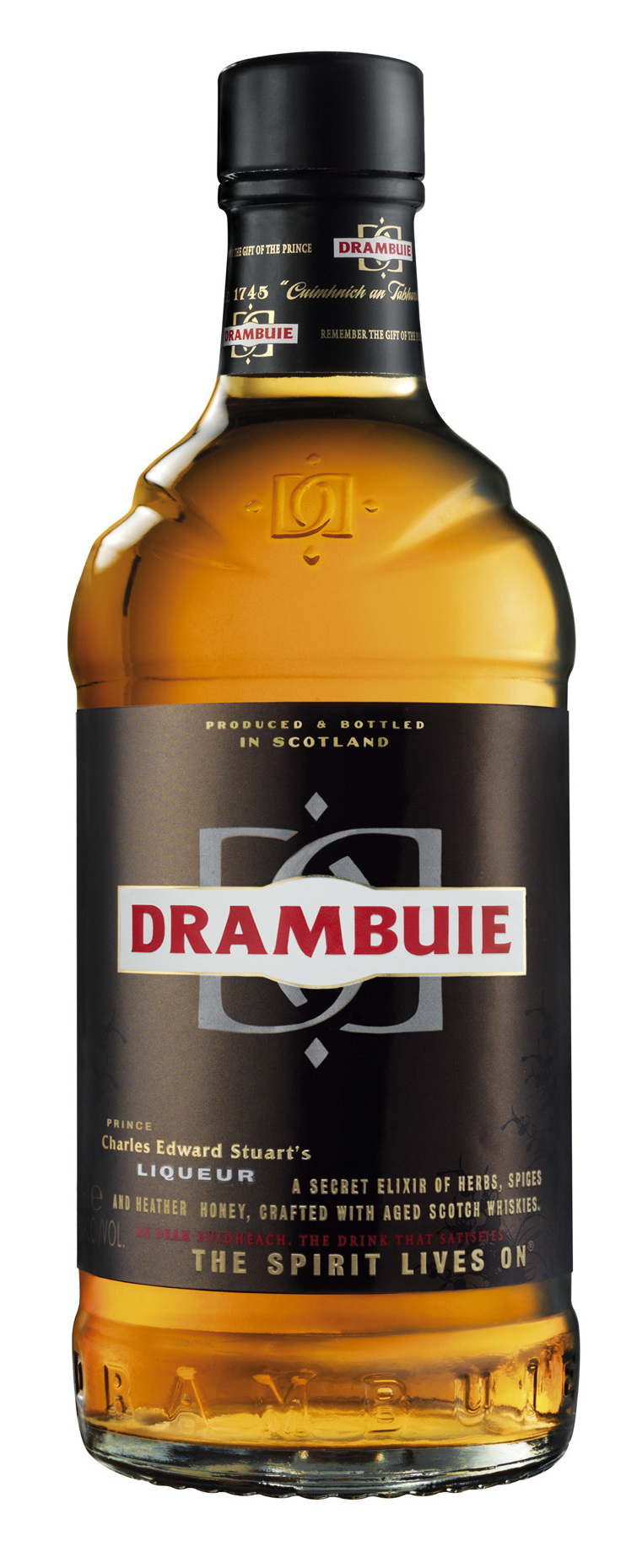
Une bouteille de Drambuie.

Drambuie est une marque de liqueur fabriquée à partir de scotch. Les autres ingrédients sont en majorité des épices et du miel de bruyère donnant un volume de 40°. La fabrication du Drambuie, boisson alcoolisée digestive, date de 1746, sur l'île écossaise de Skye d'après une recette gardée secrète par tradition, à l'instar de la Bénédictine, autre boisson alcoolisée digestive. L'on sait que le whisky utilisé a un âge entre 15 et 17 ans, et qu'il s'agit de single malt (le single malt Talisker est utilisé pour la fabrication du Drambuie).
Le nom pourrait provenir du gaélique écossais dram buidhe, qui signifie boisson jaune

## Histoire
La marque Drambuie a appartenu au clan MacKinnon pendant plus d'un siècle. En juillet 2014, William Grant & Sons s'est dit intéressé par la marque. En septembre 2014, William Grant & Sons annonce l'acquisition de Drambuie pour un montant inconnu.